# Le Valdécie

Le Valdécie este o comună în departamentul Manche, Franța. În 1 ianuarie 2018 avea o populație de 145 de locuitori.